# Piratpartiet
Piratpartiet (Partia Piratów) – szwedzka partia polityczna założona 1 stycznia 2006 roku. Jej program koncentruje się wokół problemów związanych z własnością intelektualną i dostępem do internetu.
Młodzieżówką powiązaną z Piratpartiet jest organizacja Ung Pirat (Młody Pirat), założona w grudniu 2006.

## Program
Program Piratpartiet obejmuje trzy punkty:
- reforma prawa autorskiego – piraci postulują pełną swobodę niekomercyjnego używania i kopiowania dóbr intelektualnych oraz znaczne skrócenie okresu ochrony praw autorskich w przypadku użycia komercyjnego; chcą również zakazać DRM
- zniesienie patentów – piraci żądają całkowitego zniesienia patentów i zdecydowanej walki z prywatnymi monopolami
- ochrona prywatności obywateli – piraci domagają się zniesienia dyrektywy o retencji danych i sprzeciwiają się inwigilacji obywateli pod pretekstem walki z terroryzmem

Piratpartiet postuluje w szczególności zniesienie patentów farmaceutycznych. Chce, aby badania nad nowymi lekami były prowadzone przez instytucje publiczne, a same leki nie podlegały patentowaniu. Nie postuluje natomiast żadnych zmian w zakresie prawa regulującego używanie znaków towarowych.
Poza tymi postulatami partia nie posiada programu dotyczącego innych zagadnień. Nie uważa się ani za partię prawicową, ani lewicową. Deklaruje, że nie dąży do udziału we władzy i jest gotowa popierać w pozostałych sprawach dowolny rząd, który będzie realizował jej postulaty.
Partia nie ma zdania na temat tego, czy Szwecja powinna, czy nie powinna należeć do Unii Europejskiej.

## Liderzy
- Rickard Falkvinge 2006–2011
- Anna Troberg 2011–2014
- vacat 2015–2016
- Magnus Andersson[6] 2016–nadal

## Wybory

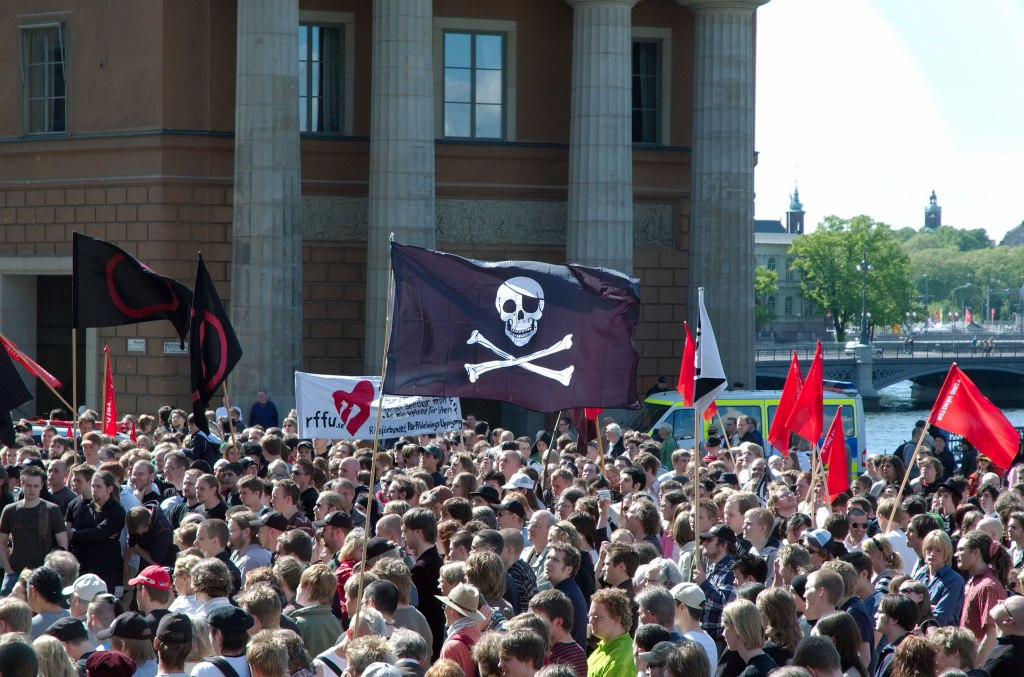
Demonstracja w Sztokholmie 3 czerwca 2006

### Wybory do Riksdagu w 2006 roku
Piratpartiet wzięła udział w wyborach do Riksdagu 17 września 2006. Zdobyła 34 918 głosów (0,63%). Nie przekroczyła tym samym ani 4-procentowego progu uprawniającego do udziału w podziale mandatów, ani 1-procentowego progu dającego dostęp do finansowania z budżetu.

### Wybory do Parlamentu Europejskiego w 2009 roku

Wzrost liczby członków partii po ogłoszeniu wyroku ws. The Pirate Bay

Kilka tygodni przed eurowyborami Piratpartiet przeżyła gwałtowny wzrost popularności. 17 kwietnia 2009 szwedzki sąd skazał czterech twórców portalu The Pirate Bay na karę więzienia i miliony dolarów odszkodowania za naruszenia praw autorskich. W ciągu kilku dni po wyroku liczba członków Piratpartiet wzrosła z kilkunastu tysięcy do prawie 40 tysięcy, czyniąc ją trzecią co do wielkości partią pozaparlamentarną w Szwecji.
Piratpartiet zdobyła w wyborach do Parlamentu Europejskiego 225 915 głosów (7,13%) i wprowadziła do PE jednego przedstawiciela. Christian Engström wszedł w skład grupy Zieloni – Wolny Sojusz Europejski. Po wejściu w życie traktatu lizbońskiego Piratpartiet otrzymała drugi mandat, który przypadł Amelii Andersdotter.

### Wybory do Riksdagu w 2010 roku
W wyborach do Riksdagu 19 września 2010 Piratpartiet zdobyła 38 491 głosów (0,65%).

### Wybory do Parlamentu Europejskiego w 2014 roku
W wyborach do parlamentu Europejskiego w 2014 roku Piratpartiet zajęła 10. miejsce, zdobywając 82 763 głosów (2,23%) i tracąc oba mandaty europosłów.

### Wybory do Riksdagu w 2014 roku
W wyborach do Riksdagu 14 września 2014
Piratpartiet nie udało się przekroczyć progu wyborczego: zdobyła 26 515 głosów (0,43%).